# Confine tra Lettonia e Russia
Il confine tra la Lettonia e la Russia (in lettone Latvijas-Krievijas robeža; in russo Российско-латвийская граница?) descrive la linea di demarcazione tra questi due stati. Ha una lunghezza di 217 km.

## Caratteristiche

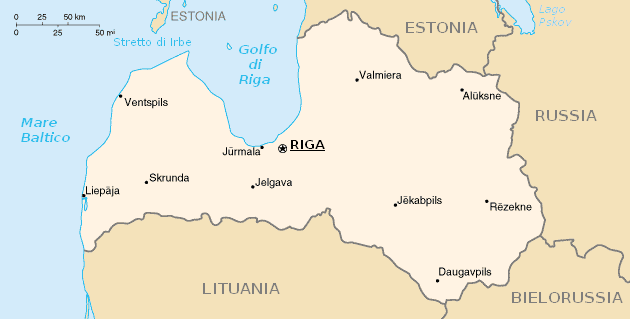
Mappa della Lettonia con i confini

Mappa della Russia con indicate le nazioni confinanti

Il confine riguarda la parte orientale della Lettonia e quella occidentale della Russia. Ha un andamento generale da nord a sud.
Inizia alla triplice frontiera tra Estonia, Lettonia e Russia e termina alla triplice frontiera tra Bielorussia, Lettonia e Russia.

## Distretti e oblast' interessati
I distretti della Lettonia e l'oblast della Russia interessati sono:
- Lettonia (da nord a sud):
  -  Distretto di Alūksne
  -  Distretto di Balvi
  -  Distretto di Ludza
  -  Distretto di Krāslava

- Russia
  -  Oblast' di Pskov